# Јокохама ландмарк тауер
Јокохама ландмарк тауер (јап. 横浜ランドマークタワー, транслит. , енгл. Yokohama Landmark Tower) је тренутно највиши облакодер у Јапану. Висок је 295,8 метра и има 70 спратова. Облакодер је завршен 1993, и налази се у Јокохами.
Јокохама ландмарк тауер у свету заузима 38. место међу највишим облакодерима. Зграда има 79 лифтова. У доњим спратовима налазе се „ландмарк плаза“ (Landmark Plaza) са око 160 продавница и рецепција хотела „Ројал парк“. До 48. спрата су просторије за бирое, од 49. до 70. је хотел „Ројал парк“ (Royal Park Hotel). На 69. спрату налази се „Небески врт“ (Sky Garden), платформа са видиковцем, до које иде посебан брзи лифт. Када је облакодер довршен овај лифт је са брзином од око 750 м/мин. био најбржи на свету. Када је време лепо, а ваздух чист, са Небеског врта се може видети до удаљености од 80 km и видети, нпр. Фуџисан, Токијски торањ и друге знаменитости.